# Березниковский драматический театр
Березниковский драматический театр — драматический театр в городе Березники Пермского края.
Датой рождения Березниковского государственного драматического театра считается 6 ноября 1936 года; открылся он под художественным руководством Б. З. Райского спектаклем «Слава» В. Гусева.
На сцене театра в разные годы играли Бруно Фрейндлих, Георгий Бурков, Василий Меркурьев, Юрий Толубеев, Игорь Горбачев.

## История театра
Сезон 1936-37 годов стал для Березников знаменательным.
6 ноября 1936 года начал свою работу на сцене ДК имени В. И. Ленина постоянный Березниковский драматический театр под художественным руководством Б. З. Райского.
Здание Дворца Культуры им. В. И. Ленина начали стоить в конце мая 1932 года, для рабочих Березниковского химкомбината. 6 марта 1932 года городская газета «Ударник» информировала о выделении средств, для доведения до финала строительства Дворца Культуры, а 8 октября поместила информацию о деятельности Березниковского рабочего театра в помещении Дворца Культуры.
Но ещё до конца строительства ДК им. В. Ленина существовал коллектив Березниковского рабочего театра химиков, который давал спектакли в клубе имени Сталина (барачное помещение). Газета «Ударник» в номере за 10.12.1931 год поместила объявление: «В клубе им. И. Сталина 10-11 декабря в 8:30 часов вечера будет дан первый спектакль „Инженеры“ драматической труппой Березниковского районного театра». По воспоминаниям ветеранов, основной массой труппы театра были не столько профессиональные актёры, но лучшие самодеятельные из драматических кружков разных клубов, особенно из Ленвинского драматического кружка — самого крупного самодеятельного театрального коллектива в городе в то время. Режиссёром был профессиональный артист Греков.
Театральным делом в эти годы на Урале ведало Управление театрально-зрелищными предприятиями, базировавшееся в областном центре (г. Свердловск). УТЗП заключало договоры с руководством городов — горсоветами на обслуживание в течение осенне-зимних сезонов и централизованно направляло скомплектованные им труппы на места.
Первый спектакль постоянного Березниковского драматического театра — «Слава» В. Гусева. С первых же шагов театр заявил о себе, как о «могучем оружии общественно-политической пропаганды и художественного воспитания» (газета «Ударник», декабрь 1936 года). В сезон 1937-38 годов театр зарекомендовал себя как один из лучших районных театров области. Местная пресса отмечала запоминающиеся образы, созданные артистами: Шептуновым, Суприным, Смирновым, Лирским, Демидовой, Соболем, Райским.
С 1936 по 1941 год под руководством известных театральных деятелей А. А. Дагмарова, О. В. Лозановского, Б. З. Райского, В. М. Троянского, М. М. Ваховского в театре ставились «Последние», «Васса Железнова», «Мещане», «Мать» М. Горького, «Платон Кречет», «Гибель эскадры» А. Корнейчука, «Аристократы» Н. Погодина, «Машенька» Афиногенова, «Любовь Яровая» К. Тренева и другие произведении советской драматургической классики. С успехом шли «Борис Годунов» А. Пушкина. «Царь Федор» А. Толстого, «Ревизор» Н. Гоголя, многие пьесы А. Островского, драмы Шиллера и Гюго.
В труппе театра в эти годы служили: А. А. Демидова, З. И. Вишневская, К. И. Ланская, А. Ф. Лирский, И. П. Рачев, Р. М. Романовский, В. А. Смирнов, Б. А. Шадурский, Г. А. Шептунов — признанные мастера сцены.
В годы Великой Отечественной войны многие актеры ушли на фронт, оставшиеся влились в труппу Коми-Пермяцкого окружного театра. На березниковской сцене в 1942—1944 гг. работал эвакуированный в Березники Ленинградский Театр Юного Зрителя им. А. Брянцева и, в память об этом, на здании ДК им. В. Ленина установлена мемориальная доска. Затем его место занял Московский областной театр драмы.
Только осенью 1945 года коллектив Березниковского драматического театра возобновил свои выступления в родном городе.
В конце 1940-х и в 1950-е годы театр под творческим руководством В. М. Троянского, В. А. Демерта. А. З. Влодова, К. Т. Бережного, Заслуженного артиста РСФСР Н. Г. Шурова добился не малых художественных достижений.
На березниковской сцене в этот период выступали Заслуженная артистка Казахской ССР О. Д. Шатрова, Заслуженная артистка Марийской АССР Н. А. Конакова, М. М. Волковичев, С. И. Пожарский, Г. В. Хренникова, О. В. Мартова, З. И. Мохова, Ю. С. Мартягина. В театр пришли работники, которые всю свою жизнь отдадут театру: В. П. Форрат, Э. Я. Альбрандт, Э. Э. Пальмер, В. В. Расторопов.
Спектакли «Так и будет», «Русский вопрос», «Русские люди» К. Симонова, «Оптимистическая трагедии» В. Вишневского, «Счастье» Павленко, «Дети солнца» и «Зыковы» М. Горького, «В степях Украины» А. Корнейчука, «В добрый час» В. Розова, «Чудесный сплав» Киршона, «Вишневый сад» и «Дядя Ваня» А. Чехова, «Отелло» У. Шекспира, «Анджело» В. Гюго составили основу репертуара, определили творческое лицо коллектива.
В эти годы театр неоднократно занимал первые места в областных смотрах, был отмечен как лучший из городских театров зоны Урала.
В шестидесятые годы главные режиссёры и постановщики спектаклей: Заслуженный артист Казахской ССР Н. В. Молчанов, М. К. Михайлов, О. М. Бойцова, М. А. Лазовский, Заслуженный деятель искусств УАССР Р. М. Романовский сумели отразить в творчестве труппы актуальные проблемы на высоком художественном уровне. Высокую оценку зрителей и прессы получили спектакли: «Иркутская история» А. Арбузова, «Барабанщица» А. Салынского, «Дело, которому ты служишь» Ю. Германа.
К этому периоду относится расцвет творчества таких замечательных березниковских актеров, как: Заслуженная артистка РСФСР Н. Г. Сахарных, А. В. Румянцев. Т. В. Гладкова, Н. Р. Нестеров. Н. А. Сокол, Н. И. Щеповских-Большакова, Б. Н. Иващенко, Т. Киреева. К. А. Второв, А. С. Полярный, Е. Большаков.
В шестидесятые годы в березниковском театре начинали свою артистическую деятельность Заслуженный артист РСФСР Г. Бурков и В. Бурхарт.
Георгий Бурков в интервью «Кинопанораме» в 1977 году: «…На Урале есть небольшой, но очень милый город — Березники. О местном театре, в котором я работал будучи молодым актёром, у меня остались самые тёплые воспоминания».
В 1967 году в спектакле «Чти отца своего» В. Лаврентьева участвует Народный артист СССР В. Меркурьев, в 1968 году в спектакле «Дело, которому ты служишь» Ю. Германа — Лауреат Ленинской премии Ю. Толубеев.
Семидесятые годы отмечены в жизни театра активным художественным поиском, широким общественным признанием.
С 1973 по 1976 год творческим руководителем театра был А. Я. Матвеев. О театре много пишет центральна пресса — газеты «Известия», «Советская культура», журналы «Культура и жизнь», «Театр» и другие.
В 1975 и 1976 годах театр получил первые премии и звания лауреатов Всесоюзных фестивалей чешской и немецкой драматургии в СССР за спектакли «Белая болезнь» К. Чапека и «Матушка Кураж и её дети» Б. Брехта (режиссёр А. Матвеев, художник Н. Васильева). В 1975 году на базе Березниковского театра состоялось первое в истории городских театров Всесоюзное совещание административных и творческих руководителей.
За успешное новаторское воплощение на сцене пьес «Третья патетическая» А. Погодина, «Последние» М. Горького, «Баня», «Клоп» В. Маяковского, «Слава» В. Гусева, «Трибунал» Макаенка коллектив и исполнители ролей неоднократно награждались Почетными грамотами ЦК ВЛКСМ, Министерства Внутренних Дел СССР, дипломами Министерства культуры облисполкома. Директор театра — В. П. Форрат, прошедший все ступени роста руководителя, более 30 лет своей жизни посвятил Березниковскому театру. За большие заслуги в театральном деле удостоен звания Заслуженного работника культуры РСФСР.
На сцене театра выступали прославленные березниковские актеры: Заслуженная артистка РСФСР Н. Г. Сахарных, артисты А. В. Румянцев, Г. В. Гладкова, В. Полевой, Р. Карева, Н. Р. Нестеров, Н. А. Сокол, Н. И. Щеповских-Большакова, З. Д. Гелло (Васильева).
Активно работал в это время театр с местными авторами, осуществив первые постановки пьес В. Зимнина «Цена чести» и Л. Моисеенко «Колокол громкого боя».
Период с 1976 по 1982 годы связан с творчеством таких режиссёров, как Г. Г. Чодришвили и Г. А. Офенгейм. Сменилась труппа театра, в которую влились новые артисты: В. Лукьянов, В. Степанов, А. Бутор, Ю. Будков, Ю. Марченко, Э. Ковзан, В. Новоселов, Т. Волкова.
С приходом в 1982 году нового главного режиссёра А. С. Литкенса репертуар строится на современной драматургии: «Найти человека» А. Радова, «А по утру они проснулись…» В. Шукшина, «Остановите Малахова!!!» А. Аргановского, «Валентин и Валентина» М. Рощина, «Железный занавес», «Филумена Мартурано» Э. де Филлипо. Большое внимание уделяется детской аудитории: «Аленький цветочек» Аксакова, «Белеет парус одинокий» В. Катаева, «Сказка о царе Салтане» А. Пушкина, «Вождь краснокожих» О. Генри.
На документальном материале о березниковской героине Вере Бирюковой, в сотрудничестве с местным автором В. Михайлюком создан спектакль «Белые вьюги». Открыта малая сцена «Театральная гостиная». Со спектаклем «Гроза» Н. Островского театр побывал в Москве. За вклад в развитие театрального искусства А. С. Литкенс удостоен звания Заслуженного артиста РСФСР. Труппу театра пополнили: Ю. Торохов, С. Карпова, А. Жерновский, Т. Жерновская, Л. Лещинская, Л. Васильева, Н. Волхонский, И. Смирнова, А. Тырлов, И. Кибиков, А. Лебедев, А. Дубровин, Н. Полудницина, В. Нечаев, В. Белков. Весомый вклад внесли в этот период директора Ю. Жарин и Н. Козлов. Долгие годы проработала главным художником Г. Чикляукова.
С 1991 года главным режиссёром, а с 1992 года художественным руководителем театра работает В. Тихонравов. Спектакли принимают интеллектуально-философский оттенок: «Варавва» М. де Гельдерод, «Недоразумение» А. Камю, «Медея» Л. Разумовская. Из классики ставились: «Анна Каренина» Л. Толстой, «Идиот» Ф. Достоевский, «Без вины виноватые» Н. Островского, «Ромео и Джульетта» У. Шекспира, «Трехгрошовая опера» Б. Брехта. В 1995 году часть труппы побывала в городе Хельсинки, в 1996 году спектакли «Чайка» А. Чехова, «Недоразумение» А. Камю, «Последняя попытка» М. Задорнова принимали нью-йоркские зрители. Ведущие артисты этого периода: Заслуженная артистка России Л. Васильева, артисты И. Шумова, А. Бутор, Л. Лещинская, М. Мигдолович, Г. Морозова, В. Баткаев, О. Мезенев, Е. Зебзеева, Э. Ковзан-Чодришвили, Н. Сибирцева.
В 1996 и 1997 гг. закончили обучение два курса актерского отделения березниковского музыкального училища (руководители В. Тихонравов и А. Бутор), студенты которого пополнили труппу театра: Е. Ардышева, А. Мальцев, О. Ульянова, Е. Столярова, Е. Сергеева, А. Обласов, Н. Шамсевалиева. В 1999 году театр с гастролями посетил Санкт-Петербург. В. Тихонравов возглавлял театр 10 лет. Это был самый трудный период «лихих девяностых» и благодаря усилиям В. Тихонравова, директора Н. Козлова театр выжил.
В сезоны 2001—2002 гг. главный режиссёр театра Д. Хомяков. Ставятся такие спектакли, как: «Собачье сердце» М. Булгакова, «Месяц в деревне» И. Тургенева, «Щелкунчик» Гофмана, «Калигула» А. Камю, «Маленькие трагедии» А. Пушкина, «Варшавская мелодия-97» Л. Зорина.
В 2003 году в театр приходит главным режиссёром Заслуженный артист России А. Староскольцев. В этом же году театр принял участие в областном фестивале «Театральная весна» и был удостоен права участия в заключительном этапе фестиваля «Волшебная кулиса» со спектаклем «Эти свободные бабочки» Л. Герша и был награждён дипломом за участие в фестивале.
В 2004 году театр, сменив главного режиссёра и переехав в новое здание, начинает свою новейшую историю.
В ноябре 2004 года театр обрел свой дом, переселившись в Муниципальный дворец культуры. С этого момента художественное руководство театром осуществляет режиссёр Владимир Хрущев. Улучшенные условия труда актеров, новое современное художественное руководство в скором времени стало приносить свои плоды: увеличиваются все статистические показатели работы театра (количество зрителей, количество сыгранных спектаклей и др.), увеличивается труппа театра. Спектакли ставят режиссёры: В. Лаптев (Екатеринбург), Л. Макеева (Москва), М. Смирнов (С.-Петербург); художники: Ю. Жарков (Пермь), С. Лавор (С.-Петербург), А. Караульный.

Дворец культуры им. Ленина, где театр располагался в 1936 - 2004 г.г.

В марте 2006 года театр принял участие в III межрегиональном фестивале «Театр детям и юношеству» (г. Тамбов) со спектаклем «Иван Седьмой» В. Ольшанского (реж. Л. Макеева, худ. Ю. Жарков).
По результатам фестиваля театр был удостоен Диплома «За самый волшебный спектакль», а исполнитель главной роли Е. Безбог Диплома «Зрительских симпатий». В сентябре этого же года спектакль «Дядя Ваня» А. Чехова (реж. В. Хрущев, худ. Ю. Жарков) получил «Гран-при» на V фестивале театров малых городов России (г. Вышний Волочек) а актрисы Н. Попова и Э. Ковзан-Чодришвили получили Дипломы «За лучшую женскую роль» и «Лучшую женскую роль второго плана». В последующие годы театр принял участие в заключительном этапе краевого фестиваля «Пермская театральная весна» — «Волшебная кулиса» (спектакль «Сад без земли» Л. Разумовская) и во II фестивале театров Уральского региона «Новый взгляд» (г. Верхний Уфалей, спектакль «Сад без земли»), в фестивале современной драматургии «Коляда-plays» г. Екатеринбург (спектакль «Канотье» Н. Коляда).
Ежегодно театр принимает участие и получает Дипломы в краевых смотрах-конкурсах: «Солёные уши», «Соломенная шляпка» и в главном краевом конкурсе «Пермская театральная весна». О театре много пишет центральная (журнал «Страстной бульвар-10») и краевая (газета «Звезда») пресса.

## Награды, достижения
1975, 1976 Первые премии и звания лауреатов Всесоюзных фестивалей чешской и немецкой драматургии в СССР получили спектакли «Белая болезнь» К. Чапека и «Матушка Кураж и её дети» Б. Брехта (режиссёр А. Я. Матвеев)
2006 г. Диплом «За самый волшебный спектакль» на третьем межрегиональном фестивале «Театр детям и юношеству» в Тамбове (24-29 марта) за спектакль «Иван Седьмой». Помимо этого, диплом «За лучшую мужскую роль» и приз зрительских симпатий получил исполнитель главной роли Евгений Безбог.
2006 г. Гран-при пятого фестиваля театров малых городов России (проходил 21-26 сентября 2006 в Вышнем Волочке).Кроме того, актрисам театра Наталье Поповой и Эльвире Ковзан были присуждены премии (две из двух) за лучшую женскую роль.

## Труппа театра
Руководство театра:
- Юлия Юрьевна Белоусова Исполнительный директор [3]
- Андрей Станиславович Шляпин Художественный руководитель
- Татьяна Петровна Кудрявцева Главный художник
- Марина Снегирева Начальник отдела маркетинга и менеджмента

Артисты театра:
- Надия Ахунова
- Вячеслав Беляков-Нестеров
- Анатолий Бутор
- Николай Волхонский
- Татьяна Гладенко заслуженная артистка России
- Василий Гусев
- Светлана Патраева заслуженная артистка республики Башкортостан
- Дмитрий Поддубный
- Мария Сидорова
- Александр Зубенин
- Наталья Соколова
- Марина Спирина
- Илья Третяк
- Наталья Шилова
- Ольга Шимякина
- Мария Шлейхер
- Денис Ярыгин
- Андрей Кирпищиков
- Софья Демидова
- Надежда Аленочкина
- Алексей Колупанов
- Дмитрий Горбунов
- Серафима Баранова-Кивилёва
- Алёна Бабикова
- Василий Фадеев
- Дмитрий Панов
- Ринат Гафаров

## Репертуар театра
- Вагончик мой дальний 14+
- Леди Макбет Мценского уезда 14+
- В тени виноградника 14+
- Очень простая история 14+
- Тестостерон 16+
- Нос 14+
- Женитьба Фигаро 14+
- Варшавская мелодия 14+
- Барышня-крестьянка 14+
- Человек в футляре 14+
- Стеклянный зверинец 14+
- Евгений Онегин.Главы 12+
- Сашка 14+
- Чума на оба ваши дома 15+
- Турандто. Спектакль продолжается 14+
- Приезжие 14+

Сказки
- Спящая красавица 5+
- Мама для мамонтёнка 5+
- Золотой петушок 5+
- Пашка-Факир 5+
- У ковчега в восемь 14+
- Принцесса без горошины 4+